# Aeroportul Vorkuta
Aeroportul Vorkuta (IATA: VKT, ICAO: UUYW) este un aeroport din Vorkuta, Vorkuta⁠(d), Republica Komi, Rusia ce deservește zona Vorkuta. Aeroportul a fost tranzitat în 2021 de 13.862 de pasageri. A fost numit după zona deservită.
Situat la o altitudine de 184 m, aeroportul dispune de 1 pistă. Este operat de Komiaviatrans⁠(d).

## Infrastructură

### Piste
Aeroportul dispune de o singură pistă. Pista are orientarea 08/26. 